# Bambusowe
Bambusowe – podrodzina (Bambusoideae Luerss.) roślin z rodziny wiechlinowatych (Poaceae). Typem nomenklatorycznym jest rodzaj bambus (Bambusa). Należy tu w zależności od ujęcia 84–101 rodzajów liczących 940–1320 gatunków. Grupowane są one w dwa plemiona – Bambuseae i Olyreae. Bambusowe występują w krainach tropikalnych i umiarkowanych. W Polsce rośliny te dziko nie rosną (w przypadku włączenia w niektórych systemach do tej podrodziny plemienia Oryzeae wymieniany jest jako przedstawiciel podrodziny jeden gatunek – zamokrzyca ryżowa Leersia oryzoides).

## Charakterystyka
ŁodygaZdrewniałe źdźbło, rozgałęziające się, niekiedy dochodzące do znacznej wysokości (40 m). Pędy bambusa wyrastają z podziemnego kłącza i tworzą niekiedy lasy charakterystyczne dla obszarów podzwrotnikowych. Niektóre gatunki są pnączami.

## Systematyka
Pozycja i podział rodziny według Angiosperm Phylogeny Website (aktualizowany system APG III z 2009)
Klad okrytonasienne, klad jednoliścienne (monocots), rząd wiechlinowce (Poales), rodzina wiechlinowate (Poaceae). Podrodzina bambusowe stanowi klad wspólnie z podrodziną Ehrhartoideae i wiechlinowych (Pooideae) oznaczany skrótowcem BEP.
Pozycja w systemie Reveala (1994–1999)
Gromada okrytonasienne (Magnoliophyta Cronquist), podgromada Magnoliophytina Frohne & U. Jensen ex Reveal, klasa jednoliścienne (Liliopsida Brongn.), podklasa komelinowe (Commelinidae Takht.), nadrząd Juncanae Takht., rząd wiechlinowce (Poales Small), rodzina wiechlinowate (Poaceae (R. Br.) Barnh.) podrodzina bambusowe (Bambusoideae Luerss.), plemię bambusowe (Bambuseae Kunth ex Dumort.)
Podział podrodziny bambusowych (Bambusoideae) według NCBI
| - plemię Bambuseae - rodzaj Acidosasa - rodzaj Alvimia - rodzaj Ampelocalamus - rodzaj Arthrostylidium - rodzaj Arundinaria - rodzaj Atractantha - rodzaj Aulonemia - rodzaj Bambusa – bambus - rodzaj Bashania - rodzaj Borinda - rodzaj Brachystachyum - rodzaj Cathariostachys - rodzaj Cephalostachyum - rodzaj Chimonobambusa - rodzaj Chimonocalamus - rodzaj Chusquea - rodzaj Decaryochloa - rodzaj Dendrocalamopsis - rodzaj Dendrocalamus - rodzaj Dinochloa - rodzaj Drepanostachyum - rodzaj Eremocaulon - rodzaj Fargesia – fargezja - rodzaj Ferrocalamus - rodzaj Gaoligongshania - rodzaj Gelidocalamus - rodzaj Gigantochloa - rodzaj Glaziophyton - rodzaj Greslania - rodzaj Guadua - rodzaj Hibanobambusa - rodzaj Hickelia - rodzaj Himalayacalamus - rodzaj Holttumochloa - rodzaj Indocalamus - rodzaj Indosasa - rodzaj Kinabaluchloa - rodzaj Leptocanna - rodzaj Maclurochloa - rodzaj Melocalamus - rodzaj Melocanna - rodzaj Menstruocalamus - rodzaj Monocladus - rodzaj Mullerochloa - rodzaj Nastus - rodzaj Neohouzeaua - rodzaj Neololeba | - - rodzaj Neomicrocalamus - rodzaj Neosinocalamus - rodzaj Neurolepis - rodzaj Oligostachyum - rodzaj Olmeca - rodzaj Oreobambos - rodzaj Otatea - rodzaj Oxytenanthera - rodzaj Perrierbambus - rodzaj Phyllostachys - rodzaj Piresia - rodzaj Pleioblastus - rodzaj Pseudobambusa - rodzaj Pseudosasa - rodzaj Pseudostachyum - rodzaj Racemobambos - rodzaj Rhipidocladum - rodzaj Sarocalamus - rodzaj Sasa – sasa - rodzaj Sasaella - rodzaj Schizostachyum - rodzaj Semiarundinaria - rodzaj Shibataea - rodzaj Sinobambusa - rodzaj Sirochloa - rodzaj Soejatmia - rodzaj Sokinochloa - rodzaj Sphaerobambos - rodzaj Temburongia - rodzaj Temochloa - rodzaj Thamnocalamus - rodzaj Thyrsostachys - rodzaj Tibisia - rodzaj Valiha - rodzaj Vietnamosasa - rodzaj Yushania - plemię Olyreae - rodzaj Buergersiochloa - rodzaj Cryptochloa - rodzaj Diandrolyra - rodzaj Eremitis - rodzaj Lithachne - rodzaj Olyra - rodzaj Pariana - rodzaj Raddia - rodzaj Sucrea |

## Zastosowanie
- Bambusy mają wielorakie zastosowanie: młode pędy są jadalne, nieco starsze, wyrośnięte, służą do wyrobu mebli. Bardzo grube pędy służą za belki, a pocięte mogą służyć za wiadra.
- W Chinach z bambusu wyrabiano papier. Liście niektórych gatunków używane są do wyrobu mat i kapeluszy.
- W łodygach niektórych gatunków zbiera się słodki galaretowaty sok, który twardnieje na słońcu i powietrzu. Substancja ta zwana jest "indyjskim miodem".
- Nasiona niektórych gatunków używane są podobnie jak ryż, a także do wyrobu napoju podobnego do piwa.
- Bambus jest głównym pożywieniem pandy wielkiej.